# Distrito General de Lituania
El Distrito General de Lituania (en alemán: Generalbezirk Litauen) fue una de las cuatro subdivisiones administrativas del Reichskommissariat Ostland, el régimen de ocupación civil de 1941-1945 establecido por la Alemania nazi para la administración de los tres países bálticos (Estonia, Letonia y Lituania) y la parte occidental de la RSS de Bielorrusia.

## Organización y estructura
El Generalbezirk Litauen se organizó originalmente el 25 de julio de 1941 en el territorio de la entonces Lituania ocupada por los alemanes, que hasta entonces había estado bajo la administración militar del Grupo de Ejércitos Norte de la Wehrmacht. El 1 de agosto de 1941, a raíz de nuevas ganancias territoriales alemanas, Litauen se expandió por completo, cuando se agregaron las áreas alrededor de Vilna. La capital del Generalbezirk Litauen era Kaunas.

## Divisiones administrativas
El Generalbezirk Litauen tenía las siguientes seis subdivisiones llamadas Kreisgebiete (áreas del condado). La sede de la administración está entre paréntesis.
- Kauen-Land (Kaunas - zona rural)
- Kauen-Stadt (Kaunas - zona urbana)
- Ponewesch (Panevėžys)
- Schaulen (Šiauliai)
- Wilna-Land (Vilna - zona rural)
- Wilna-Stadt (Vilna - zona urbana)

## Jefatura civil y policial

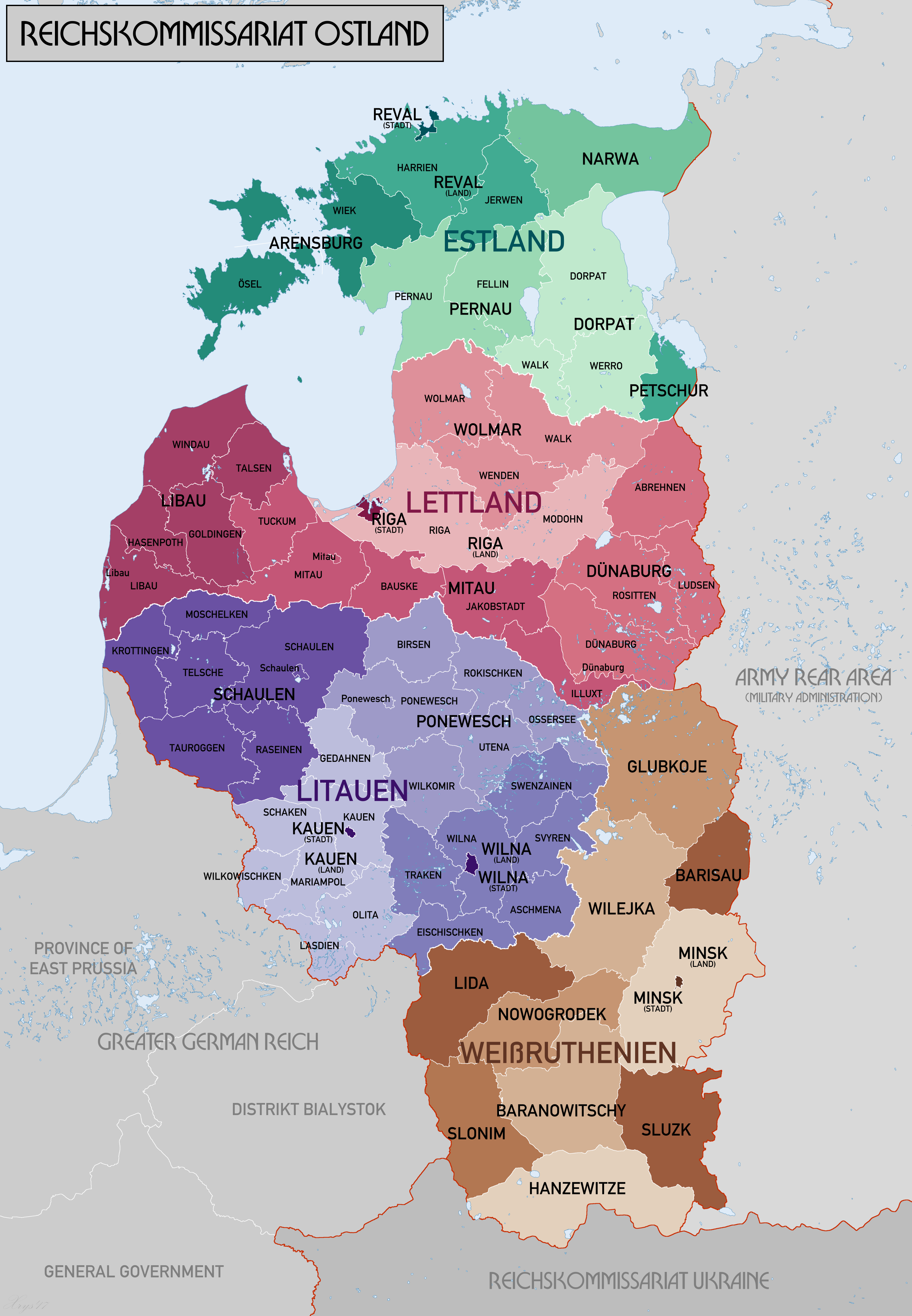
Mapa del Generalbezirk Litauen (en tonos púrpuras) dentro del Reichskommissariat Ostland.

La administración civil estaba dirigida por un Generalkommissar (Comisario General) designado directamente por Adolf Hitler, y que dependía del Reichskommissar de Ostland Hinrich Lohse, con sede en Riga. Además, los asuntos policiales y de seguridad eran supervisados por un SS- und Polizeiführer (SSPF) designado directamente por el Reichsführer-SS Heinrich Himmler, y que dependía del líder superior de las SS y la policía (HSSPF) Ostland und Russland-Nord en Riga, el SS- Gruppenführer Hans-Adolf Prützmann hasta el 1 de noviembre de 1941 y el SS-Obergruppenführer Friedrich Jeckeln después de esa fecha.
- Generalkommissar: Adrian von Renteln (25 de julio de 1941 - agosto de 1944).[2]
- SS- und Polizeiführer: el SS-Brigadeführer Lucian Wysocki (11 de agosto de 1941 - 2 de julio de 1943); el SS-Brigadeführer Hermann Harm (2 de julio de 1943 - 8 de abril de 1944); y el SS-Brigadeführer Kurt Hintze (8 de abril - 15 de septiembre de 1944).[3]

## Holocausto
Artículo principal: Holocausto en Lituania
Tras la invasión alemana en junio de 1941, los Einsatzgruppe A y sus colaboradores lituanos, incluida la Policía de Seguridad lituana, comenzaron de inmediato el asesinato sistemático de judíos lituanos. De aproximadamente 208.000 a 210.000 judíos, aproximadamente 190-000 a 195.000 fueron asesinados antes del final de la Segunda Guerra Mundial, la mayoría entre junio y diciembre de 1941. Más del 95% de la población judía de Lituania fue masacrada durante los tres años de ocupación alemana, lo que representa una destrucción más completa que la que sufrió cualquier otro país afectado por el Holocausto.

## Disolución
El 28 de julio de 1944, el Ejército Rojo lanzó la ofensiva de Kaunas. El 1 de agosto de 1944, Kaunas cayó y el Generalbezirk Litauen dejó de existir. La administración de aquellas partes de Lituania que aún estaban bajo ocupación alemana volvió a la administración militar bajo el Grupo de Ejércitos Norte. Según los informes, el Generalkommissar von Renteln fue capturado al final de la guerra y ejecutado en la Unión Soviética en 1946, pero esto no está confirmado. Según otro relato, logró escapar con éxito a América del Sur.